# Transylvania Open 2023 - Qualificazioni singolare
Le qualificazioni del singolare femminile del Transylvania Open 2023 sono state un torneo di tennis preliminare per accedere alla fase finale della manifestazione. Le vincitrici dell'ultimo turno sono entrate di diritto nel tabellone principale. In caso di ritiro di una o più giocatrici aventi diritto a queste sono subentrati le lucky loser, ossia le giocatrici che hanno perso nell'ultimo turno ma che avevano una classifica più alta rispetto alle altre partecipanti che avevano comunque perso nel turno finale.

## Teste di serie
1. Ankita Raina (spostata nel tabellone principale)
2. İpek Öz (ultimo turno, lucky loser)
3. Ekaterina Makarova (qualificata)
4. Dalila Jakupović (primo turno)

1. Valentini Grammatikopoulou (primo turno)
2. Valerija Strachova (ultimo turno)
3. Martha Matoula (qualificata)
4. Anastasija Soboleva (qualificata)

## Qualificate
1. Ilona Georgiana Ghioroaie
2. Martha Matoula

1. Ekaterina Makarova
2. Anastasija Soboleva

### Lucky loser
1. İpek Öz

## Tabellone

### Sezione 1
|  | Primo turno | Primo turno               | Primo turno               | Primo turno               | Primo turno               |  |  | Ultimo turno | Ultimo turno              | Ultimo turno              | Ultimo turno | Ultimo turno |  |
|  |             |                           |                           |                           |                           |  |  |              |                           |                           |              |              |  |
|  |             | Bye                       |                           |                           |                           |  |  |              |                           |                           |              |              |  |
|  |             | Ilona Georgiana Ghioroaie | Ilona Georgiana Ghioroaie | Ilona Georgiana Ghioroaie | Ilona Georgiana Ghioroaie |  |  |              | Ilona Georgiana Ghioroaie | Ilona Georgiana Ghioroaie | 6            | 6            |  |
|  | WC          | Ilinca Amariei            | Ilinca Amariei            | 2                         | 2                         |  |  | 6            | Valerija Strachova        | Valerija Strachova        | 1            | 2            |  |
|  | 6           | Valerija Strachova        | Valerija Strachova        | 6                         | 6                         |  |  |              |                           |                           |              |              |  |

### Sezione 2
|  | Primo turno | Primo turno    | Primo turno   | Primo turno | Primo turno |  |  | Ultimo turno | Ultimo turno   | Ultimo turno | Ultimo turno | Ultimo turno |  |
|  |             |                |               |             |             |  |  |              |                |              |              |              |  |
|  | 2           | İpek Öz        | İpek Öz       | 6           | 6           |  |  |              |                |              |              |              |  |
|  |             | Quinn Gleason  | Quinn Gleason | 4           | 2           |  |  | 2            | İpek Öz        | 67           | 6            | 5            |  |
|  | WC          | Mara Gae       | 2             | 7           | 2           |  |  | 7            | Martha Matoula | 7            | 4            | 7            |  |
|  | 7           | Martha Matoula | 6             | 65          | 6           |  |  |              |                |              |              |              |  |

### Sezione 3
|  | Primo turno | Primo turno                | Primo turno        | Primo turno | Primo turno |  |  | Ultimo turno | Ultimo turno       | Ultimo turno       | Ultimo turno | Ultimo turno |  |
|  |             |                            |                    |             |             |  |  |              |                    |                    |              |              |  |
|  | 3           | Ekaterina Makarova         | Ekaterina Makarova | 6           | 6           |  |  |              |                    |                    |              |              |  |
|  | WC          | Briana Szabó               | Briana Szabó       | 3           | 3           |  |  | 3            | Ekaterina Makarova | Ekaterina Makarova | 7            | 7            |  |
|  |             | Susan Bandecchi            | 6                  | 4           | 7           |  |  |              | Susan Bandecchi    | Susan Bandecchi    | 5            | 5            |  |
|  | 5           | Valentini Grammatikopoulou | 3                  | 6           | 5           |  |  |              |                    |                    |              |              |  |

### Sezione 4
|  | Primo turno | Primo turno         | Primo turno      | Primo turno | Primo turno |  |  | Ultimo turno | Ultimo turno        | Ultimo turno | Ultimo turno | Ultimo turno |  |
|  |             |                     |                  |             |             |  |  |              |                     |              |              |              |  |
|  | 4           | Dalila Jakupović    | Dalila Jakupović | 4           | 1           |  |  |              |                     |              |              |              |  |
|  | WC          | Vivian Heisen       | Vivian Heisen    | 6           | 6           |  |  | WC           | Vivian Heisen       | 2            | 1            | r            |  |
|  |             | Maria Sara Popa     | 2                | 6           | 4           |  |  | 8            | Anastasija Soboleva | 6            | 2            |              |  |
|  | 8           | Anastasija Soboleva | 6                | 2           | 6           |  |  |              |                     |              |              |              |  |